# Guillermo Torres (Fußballspieler, 1909)
Guillermo Raúl Torres Felsmann (* 21. September 1909 in Santiago; † 26. Januar 1985) war ein chilenischer Fußballspieler. Der Stürmer lief in neun Länderspielen für Chile auf.

## Karriere

### Verein
Guillermo Torres spielte 1933 und 1934 in der neu gegründeten Primera División beim CD Magallanes. Mit dem Klub aus der Hauptstadt gewann der Offensivspieler die ersten beiden Meisterschaften 1933 und 1934. 1935 schloss er sich den Santiago Wanderers, die in der Asociación Valparaíso spielten, an. In der Saison 1937 nahm der Klub aus Valparaíso an der Primera División teil, wurde jedoch mit null Punkten Letzter und kehrte in den eigenen Verband Asociación Valparaíso zurück. Bei den Wanderers spielte Torres bis 1942.

### Nationalmannschaft
Guillermo Torres lief zwischen 1936 und 1942 insgesamt neun Mal für die chilenische Nationalmannschaft auf und erzielte dabei einen Treffer. Sein Debüt gab er beim Campeonato Sudamericano 1937 unter Trainer Pedro Mazullo bei der 1:2-Niederlage gegen Gastgeber Argentinien. Torres absolvierte alle fünf Turnierspiele. Chile kam nach einem sensationellen 3:0-Sieg Uruguay, einem Unentschieden gegen Peru und drei Niederlagen dennoch nur auf den fünften Turnierplatz. Beim 2:2-Unentschieden gegen Peru erzielte Torres den zwischenzeitlichen 1:1-Ausgleichstreffer.
Beim Campeonato Sudamericano 1942 stand Torres bei den 1:6-Niederlagen gegen Uruguay und Brasilien in der Startelf. Danach kam er noch in zwei Turnierpartien als Einwechselspieler zum Einsatz. Chile wurde mit einem Sieg, einem Unentschieden und vier Niederlagen Turniersechster. Der 2:1-Erfolg gegen Ecuador, bei dem er für Fernando Riera in die Partie kam, war das letztes Länderspiel des Offensivakteurs.

## Erfolge
Magallanes
- Chilenischer Meister: 1933, 1934